# Antal Géza (orvos)
Magyardellői Antal Géza (Nagyenyed, 1846. szeptember 11. – Budapest, 1889. december 20.) orvosprofesszor, a Magyar Tudományos Akadémia tagja. Unokája Szentágothai János Kossuth-díjas anatómus, az MTA elnöke.

## Élete
Apja Antal László, a Bethlen Kollégium kórházának orvosa volt. Antal Géza a marosvásárhelyi főgimnáziumban végezte tanulmányait, azután 1865-ben Bécsbe ment az orvosi egyetemre, de egy év múlva Budapesten folytatta az orvosi tanulmányokat. 1870 novemberében lett orvosdoktor, 1871-ben a sebészdoktori és szülészmesteri oklevelet is megszerezte, majd 1873-ban megkapta a műtői oklevelet. Ez év május havában a Budapesti Egyetem sebészeti kórházában alkalmazták tanársegédként. Ettől az állástól 1877 végén vált meg. 1876. szeptember 21-étől magántanár, 1884-ben a Rókus Kórház fiókosztályának rendelő orvosa lett. 1888 júliusában a Rókus Kórház főorvosává nevezték ki. A Magyar Tudományos Akadémia 1889. május 3-án választotta levelező tagjává.

## Munkái

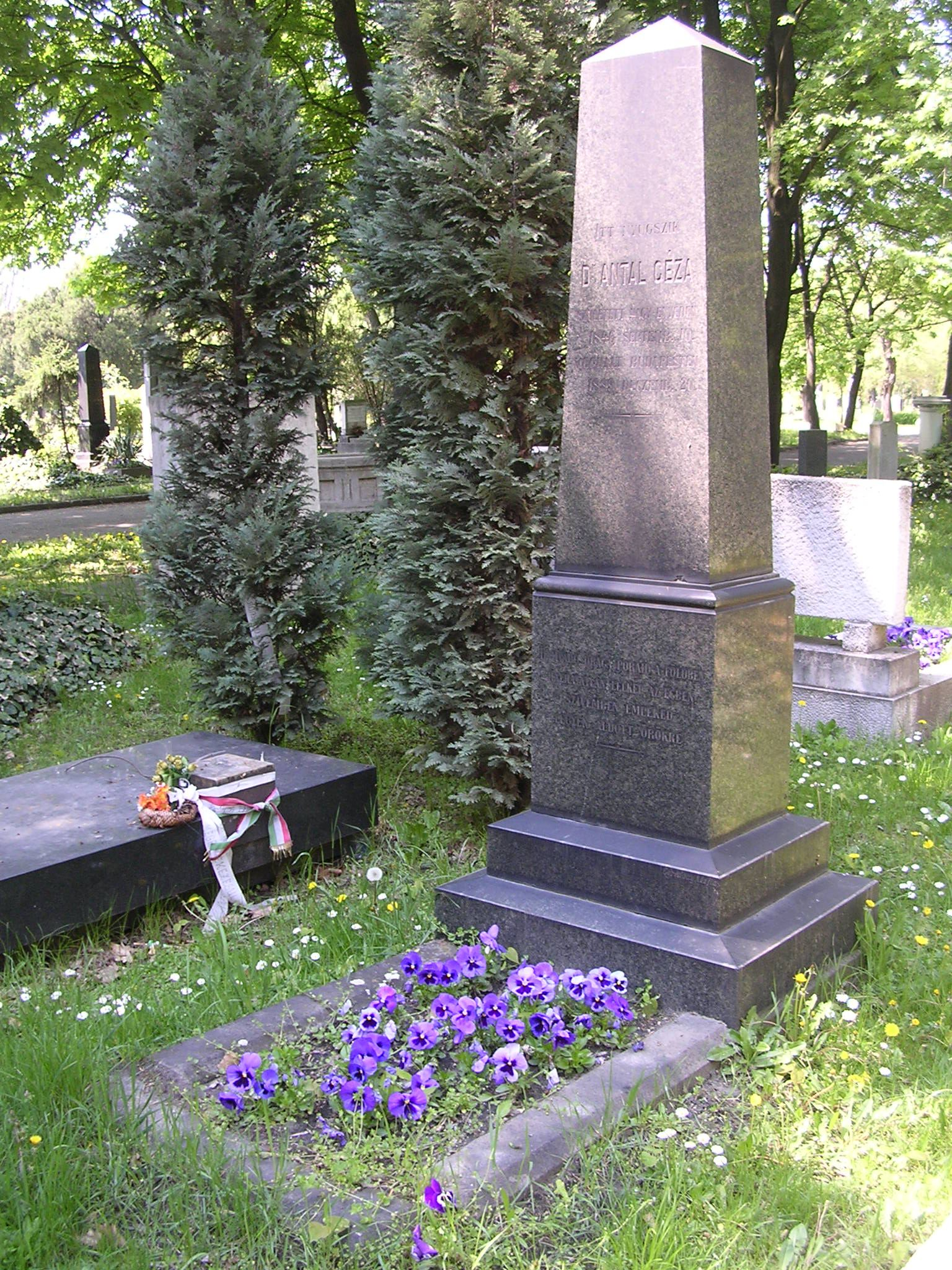
Sírja a Fiumei úti sírkertben

- Kovács József tanár sebészi kórodája a budapesti kir. magyar egyetemen 1871/2–1873/4. tanévekben. Budapest, 1876. (Réczey Imrével)
- Az elvérzésről. Budapest, 1883. (Term. Előadások 37. füzet.)
- Húgyszervi bántalmaknak sebészi kór- és gyógytana. Uo. 1888. (Ism. Orvosi Hetilap. Ezen munkának bőv. német kiadása: Specielle chirurgische Pathologie und Therapie der Harnröhre und Harnblase. Stuttgart, 1888. Online)